# Kungsberga
Kungsberga är en tätort på Färingsö i Ekerö kommun och ligger cirka 35 km från Stockholms innerstad. 

## Befolkningsutveckling
| Befolkningsutvecklingen i Kungsberga 1990–2020 | Befolkningsutvecklingen i Kungsberga 1990–2020 | Befolkningsutvecklingen i Kungsberga 1990–2020 | Befolkningsutvecklingen i Kungsberga 1990–2020 | Befolkningsutvecklingen i Kungsberga 1990–2020 |
| --- | ---------------------------------------------- | ---------------------------------------------- | ---------------------------------------------- | ---------------------------------------------- |
| |                                                |                                                |                                                |                                                |
| År |                                                |                                                | Folkmängd                                      | Areal (ha)                                     |
| 1990 | 1990                                           |                                                | 166                                            | 48#                                            |
| 1995 | 1995                                           |                                                | 253                                            | 50                                             |
| 2000 | 2000                                           |                                                | 313                                            | 50                                             |
| 2005 | 2005                                           |                                                | 382                                            | 51                                             |
| 2010 | 2010                                           |                                                | 406                                            | 52                                             |
| 2015 | 2015                                           |                                                | 708                                            | 180                                            |
| 2020 | 2020                                           |                                                | 917                                            | 253                                            |
| Anm.: Ny tätort 1995. 2015 expanderade tätort och inkluderade bebyggelse åt väster åt Ringnäs i nordost mot Östertorp och i söder Stavsborg och tidigare småorten Stav och från 2020 Lunda # Som småort. |                                                |                                                |                                                |                                                |